# Gonzales (Luizjana)
Gonzales – miasto w Stanach Zjednoczonych, w stanie Luizjana, w parafii Ascension.